# Chi đội Kiểm Ngư số 2
Chi đội kiểm ngư số 2  thuộc Cục Kiểm ngư Việt Nam (Tổng cục Thủy Sản, Bộ Nông nghiệp và Phát triển nông thôn), với chức năng, nhiệm vụ được giao, Chi đội Kiểm ngư số 2 sẽ cùng các lực lượng liên quan tuyên truyền pháp luật, tham gia đấu tranh bảo vệ chủ quyền biển, đảo thiêng liêng của Tổ quốc, bảo vệ nguồn lợi thủy sản, đồng thời tham gia cứu hộ, cứu nạn ngư dân, ứng cứu nhanh các sự cố xảy ra trong quá trình đánh bắt thủy hải sản của ngư dân trên biển.

## Lịch sử hình thành
- Năm 2014 Thành lập chi đội kiểm ngư 2

## Tổ chức
- Phòng Tham mưu
- Phòng Hậu cần
- Phòng Kỹ thuật
- Phòng Chính trị
- Phòng Nghiệp vụ - Pháp luật
- Đội 1 Tàu Kiểm ngư (Tàu KN-201, Tàu KN-202, Tàu KN-203, Tàu KN-204, Tàu KN-205, Tàu KN-206, Tàu KN-207, Tàu KN-209, Tàu KN-210,Tàu KN-211)
- Đội 2 Tàu Kiểm ngư (Tàu KN-212, Tàu KN-213, Tàu KN-214, Tàu KN-215, Tàu KN-216, Tàu KN-218,Tàu KN-219, KN-220, KN-221, KN-222)
- Đội 3 Tàu Kiểm ngư (Tàu KN290, Tàu KN- 260, Tàu KN-261, Tàu KN-263, Tàu KN-264, Tàu KN-265, Tàu KN-272)
- Đội 4 Tàu Kiểm ngư (Tàu KN-266, Tàu KN-267, Tàu KN-268, Tàu KN-269, Tàu KN-270, Tàu KN-273, Tàu KN-276, Tàu KN-277, Tàu KN-278)